# Tracholena
Tracholena là một chi bướm đêm thuộc phân họ Tortricinae của họ Tortricidae.

## Các loài
- Tracholena dialeuca Common, 1982
- Tracholena hedraea Common, 1982
- Tracholena homopolia (Turner, 1945)
- Tracholena indicata Diakonoff, 1973
- Tracholena lipara Common, 1973
- Tracholena liparodes Dugdale, 2005
- Tracholena micropolia (Turner, 1916)
- Tracholena nigrilinea Dugdale, 2005
- Tracholena paniense Dugdale, 2005
- Tracholena sulfurosa (Meyrick, 1910)